# Santiago Wanderers
Club de Deportes Santiago Wanderers – chilijski klub piłkarski z siedzibą w mieście Valparaíso, stolicy regionu Valparaíso.

## Historia
Klub Santiago Wanderers założony został 15 sierpnia 1892 i gra obecnie w pierwszej lidze chilijskiej (Primera División de Chile).
Stadion klubu oddano do użytku w roku 1931.
Klub Santiago Wanderers rozegrał:
- 52 sezony w pierwszej lidze: 1937, 1944–1977, 1979, 1980, 1983, 1984, 1990, 1991, 1996–1998, 2000–2007
- 13 sezonów w drugiej lidze: 1978, 1981, 1982, 1985–1989, 1992–1995, 1999

### Historia strojów klubowych
| (1892) | (1900) | (1907) | (1908) | (1968) |

### Znani piłkarze w historii klubu
| - Héctor Aldea - Francisco Arancibia - Jean Pierre Bonvallet - Claudio Borghi - Alejandro Carrasco - Francisco Cassiani - Marcelo Corrales - Silvio Fernández Dos Santos - Elías Figueroa - Mark González - Mario Griguol - Jaime Grondona - Pablo Lenci - Juan Carlos Letelier - Roberto Luco - Omar Enrique Mallea - Sergio Marchant - Gabriel Mendoza - Carlos Molina - Alberto Montaño - Tressor Moreno - Reinaldo Navia | - Óscar Opazo - Luis Oyarzún - Guillermo Páez - Dwight Pezzarossi - David Pizarro - David Reyes - Héctor Robles - Franco Salinas - Michael Silva - Mariano Sorrentino - Guillermo Subiabre - Patricio Toledo - Cristián Tapia - Manuel Valencia - Rodrigo Valenzuela - Álex Varas - Marcelo Vega - Mario Vener - Moisés Villarroel - Juan Francisco Viveros - Anderson Silva |

## Osiągnięcia

### Krajowe
- Primera División

| zwycięstwo (3):     | 1958, 1968, 2001           |
| drugie miejsce (4): | 1949, 1956, 1960, 2014 (A) |

- Copa Chile

| zwycięstwo (3):     | 1959, 1961, 2017 |
| drugie miejsce (2): | 1960, 1974       |

- Supercopa de Chile

| zwycięstwo (0):     | –    |
| drugie miejsce (1): | 2018 |

- Campeonato de Apertura

| zwycięstwo (0):     | –    |
| drugie miejsce (1): | 1949 |

## Aktualny skład
| Kraj      | Zawodnik             | Pozycja   |
| --------- | -------------------- | --------- |
| Chile     | David Reyes          | bramkarz  |
| Chile     | Mauricio Viana       | bramkarz  |
| Chile     | Eduardo Lobos        | bramkarz  |
| Chile     | Alexis Yañez         | bramkarz  |
| Chile     | Franz Schulz         | obrońca   |
| Chile     | Adán Vergara         | obrońca   |
| Urugwaj   | Matías Pérez         | obrońca   |
| Chile     | Christian Sepúlveda  | obrońca   |
| Chile     | Eric Godoy           | obrońca   |
| Chile     | Agustín Parra        | obrońca   |
| Chile     | Piero Gárate         | obrońca   |
| Chile     | Nelson Vera          | obrońca   |
| Chile     | Sebastián Méndez     | pomocnik  |
| Chile     | Giakumis Kodogiannis | pomocnik  |
| Argentyna | Franco Quiroga       | pomocnik  |
| Argentyna | Nicolás Martínez     | pomocnik  |
| Argentyna | Sebastián Rusculleda | pomocnik  |
| Chile     | Moisés Villarroel    | pomocnik  |
| Chile     | Sebastián Ubilla     | pomocnik  |
| Chile     | Héctor Núñez         | pomocnik  |
| Chile     | Andrés Robles        | pomocnik  |
| Chile     | Francisco Pedraza    | pomocnik  |
| Chile     | Alex Gonzalez        | pomocnik  |
| Chile     | Jefferson Castillo   | pomocnik  |
| Kolumbia  | Tressor Moreno       | pomocnik  |
| Chile     | Michael Silva        | napastnik |
| Paragwaj  | Ángel Orué           | napastnik |
| Chile     | Oscar Opazo          | napastnik |
| Chile     | Ronnie Fernández     | napastnik |